# Dorzolamida
La dorzolamida es un medicamento que se utiliza en oftalmología para el tratamiento del glaucoma de ángulo abierto y la hipertensión ocular. Su mecanismo de acción es la inhibición de la anhidrasa carbónica. Se emplea en forma de gotas oftálmicas que se instilan directamente sobre la conjuntiva del ojo. Puede utilizarse en asociación con otros medicamentos y existen presentaciones en las que está mezclado con el timolol que es otro fármaco que también se emplea en la hipertensión ocular pero que actúa a través de un mecanismo diferente.

## Historia
La dorzolamida fue desarrollado por el laboratorio Merck. La investigación tomó como modelo la acetazolamida que es un agente eficaz en el tratamiento de la hipertensión ocular pero que tiene el inconveniente de no ser útil si se administra en forma de colirio y que presenta diversos efectos secundarios como hipotensión arterial cuando se emplea en forma de comprimidos.
Basándose en el mecanismo de acción de la acetozolamida que realiza su función terapéutica mediante la inhibición de la anhidrasa carbónica, se comenzaron a realizar estudios desde mediados del siglo XX en busca de un agente con las mismas propiedades terapéuticas pero que tuviera efectividad al administrarlo en forma de colirio oftálmico.
Hasta los años 80 del siglo XX no se consiguieron avances significativos en este campo. Tras desechar diferentes compuestos que se fueron descubriendo por su inestabilidad o efectos secundarios, la investigación culminó con la síntesis de la dorzolamida que demostró eficacia y seguridad en los ensayos clínicos y fue autorizada para su uso comercial en 1995.